# Teatro Pedro Díaz (Córdoba)
El Teatro Pedro Díaz se encuentra ubicado en el centro de la ciudad de Córdoba, Veracruz, México. Es el centro cultural más importante de la ciudad cafetera en donde se han llevado a cabo hasta la actualidad diversos eventos de índole cultural. A lo largo de su historia ha sufrido diversas remodelaciones siendo la más reciente en el año 2013.

## Historia
Se trata de un edificio de la época porfiriana comenzado a construir en 1866 durante el segundo imperio, pero tras la caída de este se continúo su construcción hasta 1892 durante el gobierno de Teodoro A. Dehesa en Veracruz con apoyo económico del comerciante Pedro Díaz quien solicitó una concesión de 100 años para la administración del teatro. Fue inaugurado en 1895 con la presentación de la zarzuela "Tempestad".